# Contea di Carter (Missouri)
La contea di Carter in inglese Carter County è una contea dello Stato del Missouri, negli Stati Uniti. La popolazione al censimento del 2000 era di 5 941 abitanti. Il capoluogo di contea è Van Buren